# Au pair
För andra betydelser, se Au pair (olika betydelser).

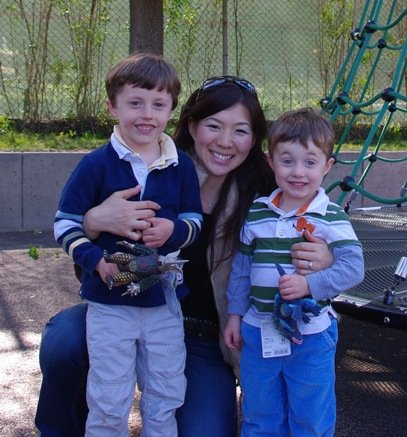
Au pair och två pojkar.

En au pair (franska, bokstavlig betydelse "i paritet med" eller "jämlik med") är en person som bor i en värdfamilj och hjälper till med barnpassning och visst hushållsarbete under en på förhand avtalad tid, som ofta är ett år. En au pair kommer ofta från ett annat land för att lära sig språket och kulturlivet i det tillresta landet. En au pair deltar ofta i språkundervisning några gånger i veckan, vilket begränsar antalet möjliga arbetstimmar. Vanligen är en au pair en yngre kvinna och mer sällan en yngre man. Enstaka länder kan tillåta flickor och pojkar i övre tonåren att vara au pair.
Regler varierar mellan olika stater, men en au pair ska oftast vara i åldern 17–30 år. En au pair får en fickpeng och dessutom eget rum och fria måltider (traditionellt kallat "fritt vivre"). En au pair förväntas arbeta för de timmar som avtalats. Det är vanligt att en au pair oftast äter med familjen och följer med på till exempel utflykter. Både en au pair och värdfamiljen vill dock vanligen ha viss enskild tid, och en au pair kan då välja att vistas i sitt rum, studera eller gå ut med vänner från språkskolan.
I princip ska en au pair behandlas som en familjemedlem och inte som en husligt anställd. En au pair bär därför vanligen inte uniform, utan använder egna kläder med ett skyddande förkläde vid behov. Det förekommer dock att familjer har förväntningar på att deras au pair skall fungera som en hemhjälp, vilket kan placera en au pair i en besvärlig situation. Omvänt förekommer det också personer som åtar sig att vara au pair utan att inse det arbete och ansvar som medföljer.
Då en au pair anländer till en värdfamilj introduceras de regler som gäller i hushållet. Det kan handla om när en au pair ska återvända till hemmet på kvällen liksom när det är dags att gå till sängs. Värdfamiljen sätter även regler för användning av dator och telefon liksom åtkomst till internet.

## Historik
Au pair-konceptet fick sin början vid 1800-talets slut.
I Schweiz, där allt fler flyttade till städerna, fruktades från religiösa håll att unga flickor skulle tappa moralen, och de uppmuntrades att flytta in hos familjer i stället, där de även kunde lära sig hushållsarbete. Snart inledde alltfler länder utbyte av flickor med Schweiz, och efter andra världskriget tillkom ännu fler länder. Samtidigt skickades brittiska och tyska flickor till Frankrike för att lära sig kulturen, och hushållssysslor. Efter första världskriget blev detta alltmer ett sätt att hälsa världen välkommen igen.
Den 24 november 1969 skrev Europarådet i Strasbourg på ett avtal om au pair-placering och reglerna för det.

## Olika länder

### Finland
En au pair i Finland förväntas oftast även utföra enklare hushållsarbete. De tilldelas ett "eget rum", får mat, veckolön och måste enligt finländsk lag betalas med minst 252 Euro per månad.

### Norge
År 2010 arbetade 1 509 personer lagligt som au pair i Norge.
Minimumlönen höjdes 2013 till 5 200 NOK i månaden innan skatt, samt fringis för "gratis resa [till och från Norge], försäkring och undervisning vid språkskola". 
Från och med juli 2013 finns det en regel om att värdfamiljer som inte uppfyller de villkor som krävs kan sättas i karantän under ett, tre eller fem år. Under den tiden får de inte ta emot nya au pairer. 

### Storbritannien
En au pair i Storbritannien skall vara självständig och får inte ta bidrag. De får byta värdfamilj så länge värdfamiljerna följer de brittiska invandringslagarna.

### Sverige
I Sverige regleras en au pair av lagen om husligt arbete från 1971, även om de som är under 18 år bara omfattas av vissa delar av lagen. En au pair får maximalt arbeta 20-25 timmar per vecka utan arbetstillstånd.
Under första halvåret 2003 registrerades 300 au pairer, mot 500 au pairer 2002, och de flesta kom från Estland, Ukraina, Polen, Litauen och Lettland i turordning samt arbetade oftast i Stockholm. Vid 1990-talets mitt kom ungefär 350 au pairer varje år.

### Tyskland
En au pair i Tyskland ska ha grundläggande kunskaper i tyska och om Tyskland, vara mellan 18 och 24 år gammal samt stanna i högst ett år. Flera oberoende förmedlingar har grundats runtom i Tyskland. Av dessa är många knutna till Au Pair Society, som är medlem av IAPA.

### USA
USA införde 1986 ett au pair-program. Det omfattar följande grundläggande kriterier:
- Är i åldern 18–26 år.
- Har yrkesmässig eller praktisk barnpassningerfarenhet motsvarande minst sex månader eller 200 timmar.
- Har full körkortsutbildning.
- Går med på att stanna i USA ett helt år och är beredd att passa barn upp till 45 timmar i veckan.
- Avslutat sekundärskolutbildning.
- Talar engelska bra.
- Inte vara brottsbelastad.

För att kunna arbeta som au pair i USA är det nödvändigt att åka genom en organisation som den amerikanska staten godkänt som sponsor för au pair-visum. De största förmedlingarna i Sverige är Cultural Care Au Pair , Skandinaviska Institutet , AuPairCare by Intrax , STS  och Goxplore .

## Åldersgränser
Åldersgränserna varierar något mellan olika länder.
- Australien	- 18-30
- Belgien	- 18-26
- Danmark	- 17-29
- Finland	- 17-30
- Frankrike	- 18-28
- Republiken Irland - 18-27
- Italien	- 18-30
- Kanada	- 19-50
- Nederländerna - 18-25
- Norge	- 18-30
- Nya Zeeland - 18-30
- Schweiz	- 18-30
- Sydafrika	- 18-24
- Spanien	- 18-27
- Sverige	- 18-30
- Storbritannien - 17-27
- Tyskland	- 18-24 (18-30 för gamla EU-medlemsstaterna samt Norge, Island, Schweiz och Liechtenstein).
- USA	- 18-26
- Österrike	- 18-28